# 围丝姜属
围丝姜属（学名：Stadiochilus）为姜科的一个属。

## 物种
本属包括以下物种：
- 围丝姜 Stadiochilus burmanicus R.M.Sm.